# Портал городских услуг города Москвы
Портал городских услуг города Москвы — справочно-информационный Интернет-портал. Сайт обеспечивает свободный доступ физических и юридических лиц к информации об услугах органов исполнительной власти города Москвы и городских организаций, а также позволяет получать государственные и муниципальные услуги в электронном виде или в многофункциональных центрах города. Сокращенные названия: ПГУ, МПГУ, PGU, Портал госуслуг; доменное имя mos.ru (ранее pgu.mos.ru).

## История
Портал городских услуг города Москвы (далее — Портал) был разработан в рамках Государственной программы города Москвы «Информационный город». Портал был разработан и запущен в 2010 году Департаментом информационных технологий города Москвы.
12 ноября 2013 года состоялся запуск нового дизайна и структуры Портала, которые разрабатывались в два этапа с использованием открытого голосования. На первом этапе пользователи группировали электронные городские услуги по категориям, на втором этапе — выбирали разработчика дизайна. В голосовании приняли участие более 3,5 тысяч москвичей. Список услуг и сервисов Портала постоянно пополняется, к 2014 году услуги Портала стали выходить за рамки общепринятого понятия госуслуг. Например, по сравнению с Порталом государственных услуг Российской Федерации, Портал городских услуг города Москвы предоставляет не только федеральные, но и широкий список муниципальных услуг.
По итогам 2014 года: число зарегистрированных пользователей ПГУ составило 3,7 млн (в три раза больше по сравнению с 2013 г.); среднее число уникальных посетителей ПГУ в месяц составило около 3,2 млн (в три раза больше по сравнению с 2013 г.). В 2014 году объем платежей, проведенный через портал городских услуг составил более 2 миллиардов рублей. В целях повышения информированности москвичей о возможностях, предоставляемых Порталом (а также другими государственными сервисами), в августе 2014 года на территории ВДНХ был оборудован специальный павильон «Информационный город», в котором проводится постоянная интерактивная выставка и организован актуальный лекторий.

## Цель создания и функции
Целью создания Портала является обеспечение свободного доступа граждан к информации о государственных услугах, предоставляемых различными органами исполнительной власти города Москвы и городскими организациями, и создание информационной системы, предоставляющей гражданам и организациям возможность получать и оплачивать государственные услуги в электронном виде.
Портал обеспечивает доступ к электронным базам и архивам различных городских ведомств. С его помощью жители Москвы могут получить услуги в сфере социальной защиты, жилищно-коммунального хозяйства, жилищной политики, а также обратиться напрямую в управы, ЗАГСы, префектуры округов и районов, ГИБДД, Мосжилинспекцию, Росреестр, Пенсионный фонд, Департаменты городского имущества, жилищного фонда и др. Система электронных сервисов предоставляет возможность пользователям в режиме онлайн оплатить услуги ЖКХ и штрафы ГИБДД, записаться на прием к врачу, определить ребенка в школу и детский сад, просмотреть электронный дневник школьника, узнать о положенных социальных выплатах и льготах, согласовать межевой план и утвердить схему земельного участка, передать показания счетчиков воды. Полноту и достоверность предоставленных на Портале сведений обеспечивают соответствующие муниципальные и государственные ведомства столицы. На Портале публикуется новостная и справочная информация различных ведомств.